# Zamarada perlepidata
Zamarada perlepidata là một loài bướm đêm trong họ Geometridae.